# 2275 Cuitlahuac
2275 Cuitlahuac eller 1979 MH är en asteroid i huvudbältet som upptäcktes den 16 juli 1979 av den tyske astronomen Hans-Emil Schuster vid La Silla-observatoriet. Den är uppkallad efter azteken Cuitláhuac.
Asteroiden har en diameter på ungefär 7 kilometer.